# Халапа (департамент)
Халапа (на испански: Jalapa) е един от 22-рата департамента на Гватемала. Столицата на департамента е едноименния град Халапа. Населението на депертамента е 365 400 жители (по изчисления от юни 2016 г.).

## Общини
Халапа е разделен на 7 общини някои от които са:
1. Монхас
2. Сан Карлос Алсатате
3. Сан Луис Хилотепеке
4. Сан Педро Пинула
5. Халапа